# Bulgarische Sozialdemokratische Partei
|  | Dieser Artikel oder Abschnitt wurde wegen inhaltlicher Mängel auf der Qualitätssicherungsseite der Redaktion Geschichte eingetragen (dort auch Hinweise zur Abarbeitung dieses Wartungsbausteins). Dies geschieht, um die Qualität der Artikel im Themengebiet Geschichte auf ein akzeptables Niveau zu bringen. Dabei werden Artikel gelöscht, die nicht signifikant verbessert werden können. Bitte hilf mit, die Mängel dieses Artikels zu beseitigen, und beteilige dich bitte an der Diskussion! |

Die Bulgarische Sozialdemokratische Partei (BSDP) (bulgarisch Българска социалдемократическа партия) ist eine 1989 gegründete Partei in Bulgarien, welche in der Kontinuität der BSPD von 1891 steht.

## Geschichte
Im Spätherbst 1989 gründete sieben Sozialdemokraten, welche die Widrigkeiten der Repression und die Lager des kommunistischen Regimes überlebt hatten, eine neue Partei, welche die Ideale Freiheit, Gerechtigkeit, Sozialität neu aufleben sollte. Am 26. November 1989 fand in der Wohnung von Grudi Pantchew in Sofia (Stadt. 51, Zar Assen Straße) zusammen mit Atanas Moskow, Wiola Lultschewa, Eng. Alexander Konstantinow, Ingenieur Grudi Pantschew, Petar Dertliew, Ruen Krumow und Mikhail Petkow die Gründung der Partei statt, die ihre öffentliche Tätigkeit aufnahm.
Die Partei gewann schnell Unterstützer und Anhänger. Sie gehörte zu den Gründern der Union der Demokratischen Kräfte (UDK). Am 5. Januar 1990 nahm die BRSDP auf einer nationalen Konferenz im Bulgaria Saal nach 45 Jahren totalitärer Zeit, ihren ursprünglichen Namen von 1891 Bulgarische Sozialdemokratische Partei (BSDP)B wieder an, um ein demokratisches Bulgarien zu bewirken.
1991 trat die Partei der Koalition der SDS (Union der Demokratischen Kräfte) bei und wurde von Petar Dertliew geführt.
1997 war die BSDP Teil der UDF (Vereinigte Demokratische Kräfte), aber Ende des Jahres beschloss die Parteiführung, sich von der Mitte-Rechts-Regierung zu distanzieren und eine Annäherung an die Bulgarische Sozialistische Partei (BSP) einzuleiten.